# Jorge da Silva
Jorge Orosmán da Silva (Montevideo, 11 december 1961) is een voormalig profvoetballer uit Uruguay, die later aan de slag ging als voetbaltrainer.

## Clubcarrière
Als aanvaller speelde hij clubvoetbal in Uruguay, Spanje, Argentinië, Colombia en Chili. Da Silva beëindigde zijn actieve carrière in 1997 bij Defensor Sporting Club.

## Interlandcarrière
De Silva speelde in totaal 26 officiële interlands (drie doelpunten) voor zijn vaderland Uruguay, en scoorde zes keer voor de Celeste. Hij maakte zijn debuut voor de nationale ploeg op 20 februari 1982 in de vriendschappelijke wedstrijd tegen Zuid-Korea (2-2), evenals Enzo Francescoli en Amaro Nadal. Hij nam eenmaal deel aan de WK-eindronde (1986) en eenmaal aan de strijd om de Copa América (1993).

## Trainerscarrière
Na zijn actieve loopbaan stapte Da Silva het trainersvak in. Sinds begin 2012 was hij trainer-coach van de Argentijnse club CA Banfield, kort daarop gevolgd door een avontuur bij Peñarol.

## Erelijst
Real Valladolid
- Copa de la Liga

1984
- Trofeo Pichichi

1984 (17 doelpunten)
 América de Cali
- Colombiaans landskampioen

1992